# 君特·贝克·冯·曼那哥塔-勒驰奈
君特·贝克·冯·曼那哥塔-勒驰奈（Günther Ritter Beck von Mannagetta und Lerchenau[注1]，1856年8月25日—1931年6月23日）是著名的奥地利植物学家。
他的父亲是国家检察官。1878年他在维也纳大学取得了哲学博士学位。
之后他去到Botanisches Hofkabinett和自然史博物馆从事志愿者工作，并在1885年至1899年担任植物部主任。1894年他在维也纳大学担任助理教授，1895年升任副教授。
1899年至1921年，他在德国布拉格查理大学任植物分类学教授及其植物园管理员。
他主要对植物地理和阿尔卑斯山及巴尔干地区的植物感兴趣。在其1895年的专著《猪笼草属》中，他对猪笼草属进行了修订。

## 部分著作
- Hilfsbuch für Pflanzensammler（1902年）
- Flora Bosne, Hercegovine i Novipazarskog Sandzaka（2册，1903年至1927年）
- Grundriß der Naturgeschichte des Pflanzenreiches（1908年）
- Die natürlichen Pflanzenfamilien: Orobanchaceae

## 扩展阅读
- 传记中的照片：Jan-Peter Frahm & Jens Eggers, Lexikon deutschsprachiger Bryologen（页面存档备份，存于）. Books on Demand Gmbh 2001. ISBN 3-8311-0986-9 , ISBN 978-3-8311-0986-9